# Eupselia holoxantha
Espèce
Eupselia holoxantha est une espèce de lépidoptères de la famille des Depressariidae et de la sous-famille des Hypertrophinae et qui se rencontre en Australie.